# Lotfi Achour
Pour les articles homonymes, voir Achour.
Lotfi Achour (arabe : لطفي عاشور), né à Tunis, est un metteur en scène, producteur de théâtre, réalisateur, scénariste et producteur de cinéma franco-tunisien.
Il est l’auteur de plus de 25 créations théâtrales sur différentes scènes, son dernier spectacle ayant été coproduit par la Royal Shakespeare Company pour les Jeux olympiques d'été de 2012.
Au cinéma, il réalise trois courts métrages primés dans plusieurs dizaines de festivals, dont Père en lice pour les César 2017 et La Laine sur le dos, en compétition officielle au Festival de Cannes 2016 et en lice pour les Oscars 2017. En 2016, il réalise son premier long métrage, Demain dès l'aube avec Anissa Daoud.

## Biographie

### Jeunesse et formation
Lotfi Achour est né à Bab Souika, un quartier de la médina de Tunis, et fait ses études primaires à Tunis. Il suit ses études secondaires au collège Sadiki. Après son baccalauréat, il s’inscrit à la faculté de droit et de sciences économiques de Tunis où il poursuit des études d'économie. Cependant, il doit emmener son jeune frère de quatorze ans, gravement malade, à Grenoble pour le faire soigner ; celui-ci meurt deux mois plus tard. Après plus d’un an de deuil, il réalise qu’il veut devenir acteur et commence, à 21 ans, sa formation au conservatoire de Grenoble et se forme au théâtre et au cinéma à l'Institut d'études théâtrales de la Sorbonne.

### Carrière
Particulièrement attiré par la création contemporaine, il s’associe rapidement à l’auteure Natacha de Pontcharra, avec qui il crée une dizaine de textes en résidence dans différents centres dramatiques et scènes nationales, notamment à chartreuse Notre-Dame-du-Val-de-Bénédiction, où il réalise trois spectacles, parmi lesquels L’Angélie créé au Festival d'Avignon 1998 et considéré par Le Soir comme « le meilleur spectacle du Festival d’Avignon » cette année-là. Lotfi Achour devient ainsi le premier metteur en scène tunisien à se produire dans le In d’Avignon. La forte collaboration au théâtre, avec Natacha de Pontcharra, dure dix ans et continue au delà au cinéma.
Travaillant en arabe et en français, il conçoit et réalise des projets internationaux, faisant appel à des collaborations artistiques entre artistes de différents pays et différentes disciplines. Il dirige durant quatre ans le Théâtre Le Rio à Grenoble, en faisant un lieu exclusivement destiné à la création contemporaine et aux auteurs vivants.
Il réalise une installation pour la Nuit blanche à Paris en 2006.
En 2009, il s’associe à Anissa Daoud, comédienne et auteure, et crée les Artistes producteurs associées, au sein desquels ils écrivent et produisent divers projets de cinéma et de théâtre.

### Vie personnelle
Lotfi Achour est le père de la comédienne et réalisatrice Doria Achour, née en 1991, et d'Iskander Achour qu'il a eus avec l'auteure et dramaturge d'origine russe, Natacha de Pontcharra,,,.

## Cinéma
Sauf indication contraire, les informations mentionnées dans cette section peuvent être confirmées par les bases de données cinématographiques  présentes dans la section « Liens externes ».

### Longs métrages
- 2016 : Demain dès l’aube
- 2024 : Les Enfants rouges

### Courts métrages
- 2006 : Ordure[13]
- 2015 : Père
- 2016 : La Laine sur le dos
- 2021 : Angle mort (documentaire d'animation)

## Théâtre
Sauf indication contraire ou complémentaire, les informations mentionnées dans cette section peuvent être confirmées par la base de données Les Archives du spectacle.
- 1991 : Cet assassin-là vous aime[14] (texte de Natacha de Pontcharra)
- 1993 : Œil de cyclone (texte de Natacha de Pontcharra)
- 1994 : La Gazelle et l'Enfant (texte d'Abdelwahab Meddeb)
- 1994 : Portrait d'art, baptême et mariage (texte de Natacha de Pontcharra)
- 1995 : Zeyneb (texte d'Aroussia Nalouti)
- 1996 : Mickey la torche (texte de Natacha de Pontcharra)
- 1997 : La Trempe (texte de Natacha de Pontcharra)
- 1998 : L'Angélie (texte de Natacha de Pontcharra)
- 2000 : Dancing (texte de Natacha de Pontcharra)
- 2000 : Les Brûlants
- 2000 : Les Ratés[15]  (texte de Natacha de Pontcharra)
- 2000 : Essbaïhi (texte de Taoufik Jebali)
- 2002 : La Franchise c'est bien (texte de Natacha de Pontcharra)
- 2002 : Oum[16] (texte d'Adel Hakim)
- 2006 : Ichkabad (texte de Taoufik Jebali et Mohamed Raja Farhat)
- 2007 : La Comédie indigène[17]
- 2009 : Hobb Story, Sex in the (Arab) City[18]
- 2012 : Macbeth, Leïla and Ben: a Bloody History[19] (coproduction de la Royal Shakespeare Company)

## Distinctions
Sauf indication contraire, les informations mentionnées dans cette section peuvent être confirmées par les bases de données cinématographiques  présentes dans la section « Liens externes ».

### Récompenses
- Festival du court métrage de Clermont-Ferrand 2015 : prix du public et mention spéciale du jury de la compétition internationale pour Père
- Festival du cinéma international en Abitibi-Témiscamingue 2015 : prix Télébec pour Père[20]
- Heart of Gold International Short Film Festival 2015 : meilleur court métrage pour Père
- Africlap Film Festival 2016 : meilleur court métrage pour Père[21]
- Festival du film court francophone Un poing c'est court 2016 : prix du meilleur scénario et prix du jury presse pour Père[22]
- Festival du film indépendant de New York (en) 2017 : meilleur long métrage narratif pour Demain dès l'aube
- Festival international de programmes audiovisuels documentaires de Biarritz 2022 : prix du court métrage pour Angle mort[23]
- Festival international du film de Saint-Jean-de-Luz 2024 : prix de la mise en scène pour Les Enfants rouges
- Festival international du film de Vancouver 2024 : prix du public de la sélection Vanguard pour Les Enfants rouges
- Festival international du film de la Mer Rouge 2024 : meilleur réalisateur pour Les Enfants rouges
- Festival du film arabe de Malmö (en) 2025 : meilleur réalisateur pour Les Enfants rouges

### Nominations
- César 2017 : meilleur court métrage pour Père[24]
- Trophées francophones du cinéma 2017 : meilleur scénario pour Demain dès l'aube
- Coqs d'or 2024 : meilleur film étranger pour Les Enfants rouges

### Sélections compétitives
- Festival Wiz-Art 2015 : en compétition pour le prix du public de la sélection internationale pour Père
- Festival de Cannes 2016 : en compétition officielle pour la Palme d'or du court métrage pour La Laine sur le dos[25]
- Journées cinématographiques de Carthage 2016 : en compétition pour le Tanit d'or du long métrage pour Demain dès l'aube
- Festival international du film d'animation d'Annecy 2022 : en compétition pour le prix de la Ville d'Annecy (sélection Perspectives) pour Angle mort
- Festival du court métrage de Clermont-Ferrand 2022 : en compétition officielle pour le Grand Prix de la compétition Lab pour Angle mort
- Animafest Zagreb 2022 : en compétition pour le Grand Prix du court métrage pour Angle mort
- Festival international du film de Guanajuato 2022 : en compétition pour le prix du meilleur court métrage documentaire pour Angle mort
- Berlin Interfilm Festival 2022 : en compétition pour le prix du meilleur documentaire pour Angle mort
- Stuttgart International Trickfilm Festival 2022 : en compétition pour le Grand Prix de la compétition internationale pour Angle mort
- Festival international du film de Locarno 2024 : en compétition pour le Léopard d'or dans la section « Filmmakers of the Present » pour Les Enfants rouges
- Camerimage 2024 : en compétition pour la Grenouille d'or dans la catégorie des réalisateurs débutants pour Les Enfants rouges
- Festival international du cinéma indien de Goa 2024 : en compétition pour le Paon d'or pour Les Enfants rouges
- Festival international du film de Thessalonique 2024 : en compétition pour l'Alexandre d'or dans la section « Meet the Neighbors » pour Les Enfants rouges
- Festival international du film de Varsovie 2024 : en compétition pour le prix Crème de la crème pour Les Enfants rouges
- Festival international du film de San Francisco 2025 : en compétition pour le Prix des nouveaux réalisateurs pour Les Enfants rouges
- The Hague Movies that Matter Festival 2025 : en compétition pour le prix du Grand jury fiction pour Les Enfants rouges